# روز شانس خونین
روز شانس خونین (انگلیسی: A Bloody Lucky Day؛ کره‌ای: 운수 오진 날) یک مجموعه تلویزیونی محصول کره جنوبی در سال ۲۰۲۳ با بازی لی سونگ مین، یو یون سوک و لی جونگ اون است. این مجموعه بر پایه وب‌تونی با همین نام اثر آپوریا است که در ناور منتشر شد. این مجموعه یک درام اصلی تیوینگ است و برای استریم در پلتفرم خودش در دسترس است. روز شانس خونین همچنین از ۲۰ نوامبر تا ۱۹ دسامبر ۲۰۲۳، روزهای دوشنبه و سه‌شنبه ساعت ۲۲:۳۰ (کی‌اس‌تی) از تی‌وی‌ان برای ۱۰ قسمت پخش شد.
این مجموعه به دو پارت تقسیم شد: پارت یک در ۲۴ نوامبر ۲۰۲۳ و پارت دو در ۳ دسامبر ۲۰۲۳، ساعت ۱۲:۰۰ (کی‌اس‌تی) منتشر شد.
روز شانس خونین نخستین بار در در بخش آن اسکرین بیست و هشتمین جشنواره بین‌المللی فیلم بوسان در ۴ اکتبر ۲۰۲۳ به نمایش درآمد، جایی که دو قسمت از ده قسمت پخش شد.

## بازیگران

### اصلی
- لی سونگ مین در نقش اوه تک[۱۳]
- یو یون سوک در نقش گوم هیوک سو[۱۳]
- لی جونگ اون در نقش هوانگ سون کیو[۱۳]

### مکمل
- کی اون سو در نقش کو چه ری[۱۴]
- هان دونگ هی در نقش یون سه نا[۱۵]
- ته هانگ هو در نقش یانگ سونگ تک[۱۶]
- لی کانگ جی در نقش پسر سون کیو[۱۷]
- جو یون وو در نقش گونگ چون سوک[۱۸]
- اوه هه وون در نقش نو هیون جی[۱۹]
- جونگ مان شیک در نقش کیم جونگ مین